# Fire vegger
Fire vegger er et det tredje album fra den norske hiphop-duo Karpe Diem. Pladen blev udgivet i 2008. Den indeholder bl.a. singlerne Stjerner, Vestkantsvartinga og Krølla 50 lapp y'all.

## Trackliste
1. «Stjerner» 2:49 

2. «Regnvær» 3:27 

3. «Fire vegger» 3:25

4. «Vestkantsvartinga» 3:46

5. «Under Overflaten (som Marit Larsen)» 3:23

6. «OK» 2:47

7. «Kaffe» 3:46

8. «Krølla 50'lapp y'all» 2:53

9. «Skavanker» 4:14

10. «Få som vet» 4:02

11. «Solskinn» 3:34

12. «Fireogtyvegods» 3:01

13. «Fly, baba» 3:59